# Buckingham (circonscription du Parlement britannique)
Pour les articles homonymes, voir Buckingham.

La circonscription dans le Buckinghamshire.

La circonscription de Buckingham est une circonscription électorale anglaise située dans le Buckinghamshire et représentée à la Chambre des communes du Parlement britannique
De 1997 à 2019, la circonscription est représentée par John Bercow (conservateur puis indépendant), président de la Chambre à partir de 2009.